# Stäm upp, stäm upp
Stäm upp, stäm upp är en sång med text från 1886 av Fanny Crosby och med musik av John R Sweney.

## Publicerad i
- Musik till Frälsningsarméns sångbok 1907 som nr 374.
- Frälsningsarméns sångbok 1929 som nr 351 under rubriken "Jubel, erfarenhet och vittnesbörd".
- Frälsningsarméns sångbok 1968 som nr 345 under rubriken "Det Kristna Livet - Jubel och tacksägelse".
- Frälsningsarméns sångbok 1990 som nr 522 under rubriken "Lovsång, tillbedjan och tacksägelse".